# 6749 Ireentje
6749 Ireentje este un asteroid din centura principală de asteroizi.

## Descriere
6749 Ireentje este un asteroid din centura principală de asteroizi. A fost descoperit pe 17 octombrie 1960 la Observatorul Palomar de Cornelis Johannes van Houten, Ingrid van Houten-Groeneveld și Tom Gehrels. Asteroidul prezintă o orbită caracterizată de o semiaxă mare de 2,68 ua, o excentricitate de 0,25 și o înclinație de 8,3° în raport cu ecliptica.